# Gesundheitsfachberuf
Gesundheitsberuf und Gesundheitsfachberuf sind in Deutschland verwendete Bezeichnungen für nichtärztliche, nichtpsychotherapeutische Berufe im Gesundheitswesen, die Tätigkeiten in der Gesundheitsförderung, in der medizinischen Therapie und Diagnostik sowie in der Rehabilitation beinhalten. Andere Bezeichnungen sind heute Medizinalfachberuf und Medizinische Assistenzberufe; auf einen Teil trifft auch der Begriff Heilberuf zu; Heilhilfsberuf dagegen ist ein veralteter Terminus.

Ebenso werden Berufe im pharmazeutischen Bereich (→ Pharmazeutisches Personal) teilweise zu den Gesundheitsfachberufen gezählt.
Laut dem deutschen Bundesgesundheitsministerium „[gibt es]…eine Definition des Begriffs der Gesundheitsberufe nicht“:
„Allgemein werden darunter alle die Berufe zusammengefasst, die im weitesten Sinne mit der Gesundheit zu tun haben. Nur für einen Teil der Gesundheitsberufe ist der Staat zuständig; viele entwickeln sich auch ohne Reglementierung, das heißt, ohne dass es eine staatliche Ausbildungsregelung gibt.“'

## Abgrenzung zu den heilkundlichen Berufen
Gesundheitsberufe bzw. Gesundheitsfachberufe sind überwiegend nichtakademische Ausbildungsberufe. Eine Ausnahme ist der Heilpraktiker, der keiner vorgeschriebenen Ausbildung bedarf, sondern nur einer amtsärztlichen Überprüfung.
Pflegeberufe mit dreijähriger Ausbildung sind bundesrechtlich geregelt und zählen zu den Heilberufen. „Maßnahmen gegen gemeingefährliche oder übertragbare Krankheiten bei Menschen und Tieren, Zulassung zu ärztlichen und anderen Heilberufen und zum Heilgewerbe“ (Art. 74 des GG (1) Satz. 19) unterliegen der konkurrierenden Gesetzgebung und sind daher hoheitliche Aufgaben des Bundes. Alle dreijährigen Ausbildungen in der Pflege gehören im Sinne des Heilpraktiker Gesetzes § 1 (2) zu den Heilberufen. „Ausübung der Heilkunde im Sinne dieses Gesetzes ist jede berufs- oder gewerbsmäßig vorgenommene Tätigkeit zur Feststellung, Heilung oder Linderung von Krankheiten, Leiden oder Körperschäden bei Menschen, auch wenn sie im Dienste von anderen ausgeübt wird“. Mit dem Urteil des Bundesverfassungsgerichts (Urteil des Zweiten Senats vom 24. Oktober 2002 - 2 BvF 1/01 – ) zählte seit 2003 auch die dreijährige Ausbildung in der Altenpflege zu den Heilberufen, wie zuvor schon die Ausbildungen in der Gesundheits- und Krankenpflege oder Gesundheits- und Kinderkrankenpflege.
Seit Anfang 2020 ist das Pflegeberufegesetz (PflBG) in Kraft getreten, durch das sich die Berufsbezeichnung verändert hat (von Gesundheits- und Krankenpfleger in Pflegefachfrau). Zudem werden in diesem Gesetz erstmals vorbehaltene Tätigkeiten definiert, die ausschließlich durch die Berufsgruppe der Pflegefachpersonen ausgeführt werden dürfen. Diese Vorbehaltstätigkeiten stellen einen Meilenstein in der Professionalisierungsgeschichte der Pflege in Deutschland dar, da diesen den Pflegenden ein autonomes Handlungsfeld zusprechen. Diese Handlungsautonomie ist anerkanntes Merkmal einer Profession.

### Gesundheitsberuf
Einige Gesundheitsberufe werden im Rahmen einer dualen Ausbildung erlernt, die wiederum zum Teil von der jeweiligen berufsständischen Kammern organisiert wird. So ist beispielsweise die Ärztekammer für die Ausbildung der Medizinischen Fachangestellten zuständig, die Apothekerkammer für Pharmazeutisch-Kaufmännische Angestellte. Die schulische Ausbildung ist in der Regel kostenfrei. Daneben werden von unterschiedlichen Trägern Ausbildungen bzw. Lehrgänge angeboten, die zum Teil kostenpflichtig sind.

### Gesundheitsfachberuf
Die Ausbildung in einem Gesundheitsfachberuf findet an Berufsfachschulen statt und ist zum Teil bundesrechtlich geregelt oder an das Bundesbildungsgesetz (BBiG) bzw. die Handwerksordnung gebunden. Zu den Berufsfachschulen gehören unter anderen Krankenpflegeschulen oder medizinische Ausbildungszentren und in Nordrhein-Westfalen das Berufskolleg.
Gesundheitsfachberufe sind neben den ärztlichen und psychotherapeutischen Berufen eigenständige Heilberufe. Die Angehörigen dieser Berufe üben ihre Tätigkeit nach den ihrer jeweiligen Profession zugrundeliegenden wissenschaftlichen Erkenntnissen selbständig und in eigener Verantwortung aus.
Soweit Angehörige eines Gesundheitsfachberufs jedoch im Rahmen ihrer Berufsausübung Tätigkeit ausführen, die einen heilkundlichen Charakter haben, insbesondere Maßnahmen der medizinischen Diagnostik, Therapie oder Rehabilitation, bedarf es dazu einer ärztlichen Anordnung, da die Ausübung heilkundlicher Tätigkeiten grundsätzlich einem Arzt, Heilpraktiker bzw. einem (approbierten) Kinder- und Jugendlichenpsychotherapeuten oder Psychologischen Psychotherapeuten vorbehalten ist. (Eine Ausnahme stellt der Beruf des Notfallsanitäters dar, dem es in klar definierten Situationen erlaubt ist, ohne explizite ärztliche Anordnung heilkundlich tätig zu werden.) Die Abgrenzung der Tätigkeitsfelder erfolgt danach, ob für die Durchführung der jeweiligen Tätigkeit eine Approbation als Arzt, Zahnarzt, Kinder- und Jugendlichenpsychotherapeut, Psychologischer Psychotherapeut oder eine Erlaubnis nach dem Heilpraktikergesetz vorgeschrieben ist. Das ist der Fall, wenn ärztliche, psychotherapeutische oder heilkundliche Fachkenntnisse erforderlich sind.
Ärzte oder Zahnärzte können aber bestimmte, originär ärztliche Tätigkeiten unter bestimmten Voraussetzungen auf Angehörige von Gesundheitsfachberufen bzw. Gesundheitsberufen delegieren.

## Übernahme delegierbarer Tätigkeiten
Die Bundesärztekammer (BÄK) und die Kassenärztliche Bundesvereinigung (KBV) haben mit einer gemeinsamen Bekanntmachung den Ärzten zum Thema „Delegation ärztlicher Leistungen an nicht ärztliche Gesundheitsfachberufe“ eine Richtschnur vorgegeben. Ebenso hat die Bundeszahnärztekammer einen Delegationsrahmen für Zahnmedizinische Fachangestellte beschrieben.
In den Fällen der Anordnung oder Delegation trägt der anordnende oder delegierende Arzt die Anordnungsverantwortung, unter Umständen auch die Verantwortung für die Auswahl und die Kontrolle des Ausführenden. Der Ausführende trägt die Verantwortung für die fachkundige Umsetzung. Zum Beispiel ist der Arzt dafür verantwortlich, welches Medikament verordnet werden soll und welche Wirkungen, Risiken und Nebenwirkungen das verordnete Medikament bei dem jeweiligen Patienten hat. Der Gesundheits- und Krankenpfleger trägt die Durchführungsverantwortung für die zeitgerechte und mengenmäßig richtige Abgabe und für Hilfen bei der Einnahme des Medikaments.
Auch in den Fällen einer angeordneten heilkundlichen Tätigkeit verbleibt vielfach ein Bereich, der nicht von der ärztlichen Anordnung umfasst ist, etwa bei der Auswahl der Methoden. Das Verfahren der „Anordnung ärztlicher Tätigkeiten“ wird in manchen Fachbereichen kontrovers beurteilt.
Pharmazeutisch-technische Assistenten können die dem approbierten Apotheker obliegende Information und Beratung über Arzneimittel übernehmen, wenn der Apothekenleiter dies zuvor gemäß § 20 Abs. 1 Apothekenbetriebsordnung (ApBetrO) schriftlich festgelegt hat.

## Akademisierung
Seit einigen Jahren gibt es Akademisierungsbestrebungen verschiedener Gesundheitsfachberufe in Form von Hochschulausbildungsgängen. Dieser Prozess ist in Deutschland im internationalen Vergleich erst mit zeitlicher Verzögerung von mehreren Jahrzehnten in den 1990er Jahren begonnen worden. Zudem gibt es Bestrebungen, den Abschluss eines Gesundheitsfachberufes als Voraussetzung für ein Hochschulstudium anzuerkennen. Vom Wissenschaftsrat wurden Empfehlungen zu hochschulischen Qualifikationen für Studiengänge der Gesundheitsfachberufe verfasst.

## Berufsbilder

### Bundesrechtlich geregelte Gesundheitsfachberufe
Zu den bundesrechtlich und außerhalb von Berufsbildungsgesetz (Deutschland) bzw. Handwerksordnung geregelten Gesundheitsfachberufen zählen:
- Anästhesietechnischer Assistent (ATA) (seit 1. Januar 2022)
- Diätassistent
- Ergotherapeut
- Hebamme (bis Ende 2019 wurden männliche Hebammen als Entbindungspfleger bezeichnet)
- Logopäde
- Masseur und medizinischer Bademeister
- Medizinischer Technologe für Funktionsdiagnostik/Laboratoriumsanalytik/Radiologie/Veterinärmedizin
- Notfallsanitäter
- Operationstechnischer Assistent (OTA) (seit 1. Januar 2022)
- Orthoptist
- Pflegefachfrau/Pflegefachmann (frühere Berufsbezeichnungen: Altenpfleger, Gesundheits- und Kinderkrankenpfleger (zuvor Kinderkrankenschwester/-pfleger), Gesundheits- und Krankenpfleger (zuvor Krankenschwester/-pfleger))
- Pharmazeutisch-technischer Assistent
- Physiotherapeut
- Podologe
- Rettungsassistent (Ausbildung wird nicht mehr angeboten)

### Weitere Ausbildungsgänge an Berufsfachschulen
Landesrechtlich geregelte Ausbildungsgänge werden an Berufsfachschulen durchgeführt und enden mit einer staatlichen Abschlussprüfung. Daneben gibt es Ausbildungsgänge, die in einigen Bundesländern auf anderen Regelungen basieren, zum Beispiel war die Ausbildung zum Operationstechnischen Assistenten vor dem 1. Januar 2022 in einigen Bundesländern durch die Empfehlung der Deutschen Krankenhausgesellschaft (DKG) geregelt.
- Assistent medizinische Gerätetechnik
- Atem-, Sprech- und Stimmlehrer
- Medizinischer Dokumentar[15]
- Medizinischer Dokumentationsassistent
- Medizinischer Sektions- und Präparationsassistent
- Operationstechnischer Assistent (OTA) (bis 2021)

### Uneinheitlich geregelte Gesundheitsberufe
Zugangsvoraussetzungen, Dauer der Ausbildung und Abschlussbezeichnungen können je nach Lehrgangsträger unterschiedlich sein.
Aus- bzw. Weiterbildungen werden nach internen Regelungen der Bildungsanbieter durchgeführt und sind zum Teil kostenpflichtig, wie beispielsweise die Heilpraktikerausbildung.
- Anästhesietechnischer Assistent (ATA; bis 2021)
- Chirurgisch-Technischer Assistent (CTA)
- Desinfektor
- Fachkraft für Medizinprodukteaufbereitung
- Heilerziehungspfleger
- Heilpraktiker
- HNO-Audiologieassistent
- Gesundheitsaufseher bzw. Hygienekontrolleur
- Kunsttherapeut
- Musiktherapeut
- Psychologisch-technischer Assistent (PsTA)
- Tierheilpraktiker
- Zytologieassistent

## Internationale Situation
In vielen Ländern der Welt gibt es ebenfalls medizinische, nichtärztliche Berufe, deren Ausbildung und Ausübung durch die jeweiligen nationalen Gesetze und Berufsordnungen geregelt sind. Eine Vergleichbarkeit mit der Situation in Deutschland ist insofern nur bedingt möglich. In der Schweiz und in Österreich werden die Tätigkeiten unter dem Begriff Gesundheitsberufe zusammengefasst.